# William A. Niskanen

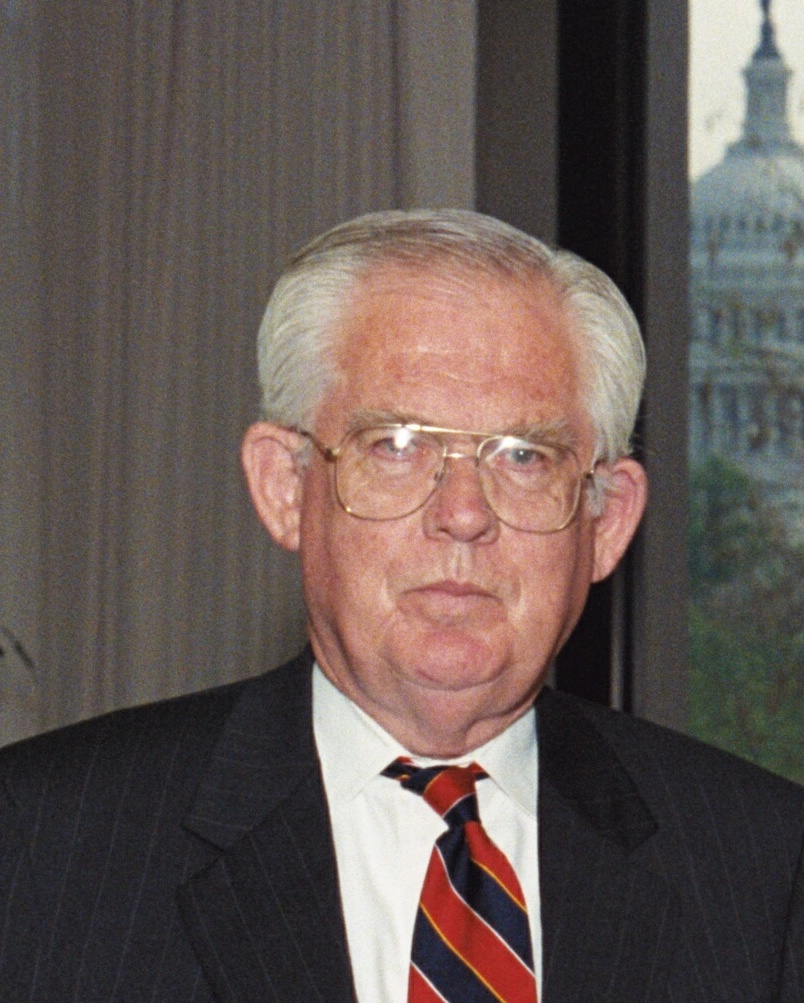
William A. Niskanen ca. 1992

William A. Niskanen [nɪsˈkænən] (eigentlich: William Arthur Niskanen; * 13. März 1933 in Bend; † 26. Oktober 2011 in Washington, D.C.) war ein US-amerikanischer Professor für Wirtschaft und Vorsitzender des Cato Institutes.

## Werdegang
Niskanen schloss 1954 sein Studium an der Harvard University mit dem B.A. ab. Sein wirtschaftswissenschaftliches Graduiertenstudium absolvierte er an der University of Chicago, wo er unter anderem bei Milton Friedman studierte, der wie auch andere akademische Lehrer Niskanens zu den Begründern der Chicago School of Economics zählt. Niskanen erwarb 1955 seinen M.A. und wurde 1962 aufgrund einer Dissertation über die Ökonomie des Verkaufs alkoholischer Getränke promoviert.
Von 1975 bis 1980 war Niskanen Chefvolkswirt der Ford Motor Company. Unter der Regierung von Ronald Reagan wurde Niskanen Mitglied des Council of Economic Advisers, dessen kommissarischer Vorsitzender er zeitweise war. Nachdem er das Council verlassen hatte, übernahm er von 1985 bis 2008 die Leitung des Cato Institutes.

## Werk
Als Vertreter der ökonomischen Theorie der Bürokratie entwickelte und veröffentlichte er 1968 die sogenannte Budgetmaximierungstheorie. Deren Kernaussage ist, dass das Interesse einer Bürokratie die Maximierung ihres Budgets ist, weil alle anderen Nutzendimensionen hiervon abhängen.

## Schriften
- Bureaucracy and Representative Government, 1968
- Reaganomics: An Insider's Account of the Policies and the People, 1988
- Autocratic, Democratic, and Optimal Government: Fiscal Choices and Economic Outcomes, 2003